# Днепровско-Донецкая нефтегазоносная область
Днепро́вско-Доне́цкая нефтегазоно́сная обла́сть (ДДНГО, укр. Дніпровсько-Донецька нафтогазоносна область) — нефтегазоносная область, расположенная в восточной части Украины, в пределах Черниговской, Сумской, Полтавской, Днепропетровской, Харьковской, Донецкой и Луганской областей. 
Во времена Союза ССР обнаружено 45 продуктивных горизонтов.

## История
Днепровско-Донецкая нефтегазоносная область является частью Припятско-Донецкой нефтегазоносной провинции, протягивающейся от Белоруссии через Днепровскую низменность до Донбасса и границы с Россией. В 1935 году при поисках калийного сырья геологической партией АН УССР была разведана нефть, газ и другие ископаемые. Это обусловило создание в Союзе ССР специализированных организаций для проведения целенаправленных геолого-геофизических работ с целью поисков новых месторождений для их промышленного использования. Промышленная разработка месторождений ведётся с 1952 года. 

## Характеристика
Основные месторождения нефти залегают на глубине до 4 500 метров, газа — 5 000 — 5 800 метров. Нефть малосерчастая, густота её 850 — 860 кг/м3. Газ метановый. Всего в пределах области открыто 121 месторождение, из них 17 нефтяных (Гнединское и Леляковское — крупнейшие), 37 нефтегазовых (Качановское и Рыбальское — крупнейшие), 67 газовых и газоконденсатных (Шебелинское, открыто в 1950 году, Ефремовское, Западно-Крестищенское и Мелиховское — крупнейшие).